# Незабудка польова
Незабудка польова (Myosotis arvensis) — дворічна, іноді однорічна трав'яниста сірувата густоопушена м'якими і довгими волосками рослина родини шорстколистих. Стебла прямостоячі, 10—60 см заввишки. Листки чергові, прості, цілокраї; прикореневі листки в розетці, дов-гастоеліптичні, до основи звужені в крилаті черешки; стеблові — довгастоланцетні, сидячі. Квітки двостатеві, правильні, в рідко-цвітих необлистнених завійках, які розміщені на верхівках стебел; квітконіжки майже вдвоє довші за чашечку. Віночок блакитний, 5-лопатевий, з трубочкою, вдвоє коротшою за чашечку. Плід сухий, розпадається на 4 горішки. Цвіте у травні — червні.

## Поширення
Незабудка польова росте по всій території України як бур'ян на полях, серед чагарників, у гаях.

## Сировина
Для виготовлення ліків використовують траву незабудки, яку заготовляють під час цвітіння рослини. Сушать її зразу після збирання на вільному повітрі у затінку або в теплому приміщенні, розстилаючи тонким шаром. Рослина неофіцинальна.

## Фармакологічні властивості і використання
Рослину використовують виключно в народній медицині як засіб, що має протизапальні і кровоспинні властивості, зменшує виділення поту. Настій трави дають усередину при хронічному бронхіті, кашлі, кровохарканні й туберкульозі легень, що супроводиться підвищеним нічним потовиділенням і схудненням, та при туберкульозі кишечника. Як зовнішній засіб настій трави незабудки застосовують для обмивання, примочок або ванн при шкірних висипах і сухій екземі.